# سهم الماء الهلالي
سهم الماء الهلالي (الاسم العلمي:Sagittaria lunata) هو نوع هجين من النباتات يتبع جنس سهم الماء من الفصيلة المزمارية.